# Капінус Євгеній Валерійович
Євге́ній Вале́рійович Капінус (1 лютого 1978) — український економіст і державний службовець, Державний секретар Міністерства фінансів України (до 3.10.2018). Заслужений економіст України.
З 31 жовтня 2018 року — Голова правління Пенсійного фонду України.

## Життєпис
Закінчив Черкаський інститут управління за спеціальністю «менеджер-економіст» (2000).
Здобув ступінь кандидата наук з державного управління в Українській академії державного управління при Президентові України (2005).
З 2003 працював головним консультантом відділу з питань структурних змін та інфраструктури ринку в Адміністрації Президента України.
У 2005 почав працювати в Головній службі соціально-економічного розвитку Секретаріату Президента України, де обіймав керівні посади.
Був радником Віце-прем'єр-міністра України Секретаріату Кабінету Міністрів України впродовж 2010—2011.
Працював координатором та заступником у Координаційному центрі економічних реформ при Президентові України.
У 2015 очолив Координаційний центр забезпечення взаємодії з Кабінетом Міністрів України.
29 квітня 2016 призначений на посаду заступника Міністра фінансів — керівника апарату.
14 лютого 2017 призначений на посаду Державного секретаря Міністерства фінансів.
31 жовтня 2018 призначений Кабінетом Міністрів України Головою правління Пенсійного фонду України.
26 червня 2019 року розпорядженням Кабінету міністрів України № 454-р (Прем'єр-міністр України В.Гройсман) присвоєно перший ранг державного службовця.

## Родина
Дружина Маріанна є співзасновником ТОВ «Інвестиційно-консалтинговий центр КЕН» (Київ), який надає консультації з питань комерційної діяльності та управління.

## Нагороди
- Почесне звання «Заслужений економіст України».